# Brand von Westminster Palace

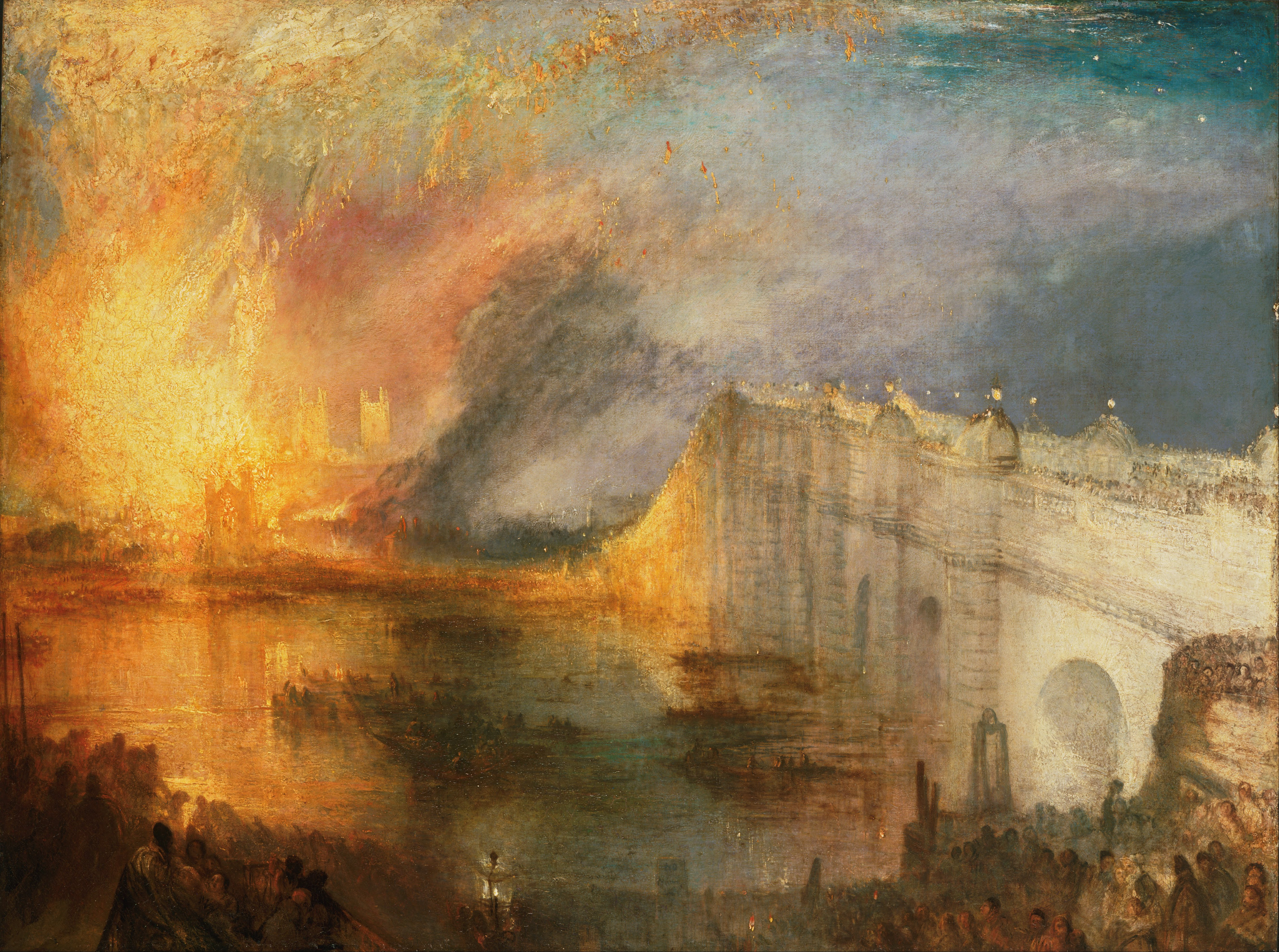
William Turner: Der Brand des Ober- und Unterhauses am 16. Oktober 1834

Der Palace of Westminster wurde am 16. Oktober 1834 durch ein Feuer weitgehend zerstört. Das Feuer wurde durch die Verbrennung von kleinen Kerbhölzern verursacht, die bis 1826 als Teil der Buchhaltung des Schatzamtes verwendet wurden. Die Hölzer wurden achtlos in den beiden Öfen unter dem Oberhaus entsorgt, was zu einem Brand in den beiden Schornsteinen führte, die unter dem Boden des Oberhauses und durch die Wände nach oben führten. Das daraus resultierende Feuer breitete sich rasch im gesamten Gebäude aus und entwickelte sich zur größten Feuersbrunst in London zwischen dem Großen Brand von 1666 und dem sogenannten "Blitz" im Zweiten Weltkrieg; das Ereignis zog eine große Menschenmenge an, zu der auch mehrere Künstler gehörten, die das Ereignis in Bildern festhielten. Das Feuer dauerte fast die ganze Nacht und zerstörte einen großen Teil des Palastes, einschließlich der umgebauten St. Stephen’s Chapel – dem Versammlungsort des Unterhauses –, der Lords Chamber, der Painted Chamber und der offiziellen Wohnsitze des Speakers und des Clerk of the House of Commons.

## Hintergrund
Der Palace of Westminster stammte ursprünglich aus dem frühen 11. Jahrhundert, als Knut der Große seine königliche Residenz auf der Nordseite der Themse baute. Nachfolgende Könige bauten das Gebäude weiter aus: Edward der Bekenner baute die Westminster Abbey; Wilhelm der Eroberer begann mit dem Bau eines neuen Palastes; sein Sohn, Wilhelm Rufus, setzte den Prozess mit dem Bau der Westminster Hall fort. Heinrich III. ließ 1270 neue Gebäude für das Exchequer, die Steuerverwaltung- und Finanzbehörde des Landes, sowie den Court of Common Pleas, den Court of King’s Bench und den Court of Chancery errichten.
1295 wurde von Eduard I. in Westminster mit dem Modellparlament die erste englische repräsentative Versammlung einberufen. Während seiner Regierungszeit berief er sechzehn Parlamente ein, die entweder in der Painted Chamber oder der White Chamber tagten. Bis 1332 begannen die Barone und die Bürger getrennt zu tagen, und bis 1377 waren die beiden Körperschaften völlig getrennt. 1512 zerstörte ein Feuer einen Teil des königlichen Palastkomplexes, sodass Heinrich VIII. seinen Wohnsitz nach Whitehall verlegte, Westminster aber seinen Status als königlicher Palast beibehielt. 1547 stellte Heinrichs Sohn, Eduard VI., die St.-Stephen’s Chapel dem House of Commons zur Nutzung als Debattierkammer zur Verfügung. Das House of Lords tagte im mittelalterlichen Saal der Queen's Chamber, bevor es 1801 in die Lesser Hall umzog. In den drei Jahrhunderten seit 1547 wurde der Palast erweitert und verändert, so dass er zu einem Gewirr aus hölzernen Gängen und Treppen wurde.
Die St.-Stephen’s Chapel blieb bis 1692 weitgehend unverändert, ehe Sir Christopher Wren, damals amtlicher Inspektor des Office of Works, mit baulichen Veränderungen beauftragt wurde. Er senkte das Dach ab, entfernte die Buntglasfenster, verlegte einen neuen Fußboden und verkleidete die ursprüngliche gotische Architektur mit einer Holzvertäfelung. Er fügte auch Galerien hinzu, von denen aus die Öffentlichkeit die Sitzungen verfolgen konnte. Die Einrichtungen waren jedoch so dürftig, dass Joseph Hume, ein Abgeordneter der Radicals, in den Debatten von 1831 und 1834 neue Räumlichkeiten für das Parlament forderte, während sein Kollege William Cobbett fragte: "Warum sind wir in einen so kleinen Raum gezwängt, dass es absolut unmöglich ist, eine ruhige und regelmäßige Diskussion zu führen, selbst wenn es die Umstände zulassen … Warum sind 658 von uns in einem Raum eingepfercht, der jedem von uns nicht mehr als eineinhalb Quadratfuss Platz bietet?"

Bis 1834 wurde der Palastkomplex weiter entwickelt, zunächst von John Vardy in der Mitte des 18. Jahrhunderts und dann Anfang des 19. Jahrhunderts von James Wyatt und Sir John Soane. Vardy fügte das Steingebäude im Palladianischen Stil auf der Westseite der Westminster Hall hinzu; Wyatt vergrößerte das House of Commons, verlegte die Räumlichkeiten der Lords in den Court of Requests und baute das House of the Speaker neu. Soane, der nach Wyatts Tod im Jahr 1813 die Verantwortung für den Palastkomplex übernahm, unternahm den Wiederaufbau der Westminster Hall und errichtete die Gerichtsgebäude im klassizistischen Stil. Soane lieferte auch einen neuen königlichen Eingang, eine Treppe und eine Galerie sowie Ausschussräume und Bibliotheken.

Die möglichen Gefahren des Gebäudes waren einigen klar, da es keinerlei Brandschutz oder Trennwände gab, die das Ausbreiten eines Feuers hätten verlangsamen können. Ende des 18. Jahrhunderts sagte ein Ausschuss von Abgeordneten voraus, dass es eine Katastrophe geben würde, wenn der Palast in Brand geriete. Darauf folgte 1789 ein Bericht von vierzehn Architekten, in dem vor der Möglichkeit eines Palastbrandes gewarnt wurde; die Unterzeichner waren unter anderem Soane und Robert Adam. Soane warnte erneut 1828 vor den Gefahren, als er schrieb, "dass der Mangel an Schutz vor Feuer, die engen, düsteren […] Durchgänge und die Unzulänglichkeit der Räumlichkeiten […] laut nach Überprüfung und schneller Verbesserung rufen." Sein Bericht wurde jedoch erneut ignoriert.
Seit dem Mittelalter verwendete der Exchequer Kerbhölzer, normalerweise aus Weide, als Teil ihrer Buchhaltungsverfahren. War der Zweck dieser Hölzer erfüllt, wurden sie routinemäßig zerstört. Gegen Ende des 18. Jahrhunderts wurde die Verwendung der Kerbhölzer per Gesetz eingestellt und die Verwendung von Papier beschlossen. Allerdings dauerte es bis 1834, bis die veralteten Verfahren ersetzt wurden. Als der Ersetzungsprozess abgeschlossen war, lagen zwei Wagenladungen alter Kerbhölzer zur Entsorgung bereit. Im Oktober 1834 erhielt Richard Weobley, der Clerk of Works, von Beamten des Finanzministeriums die Anweisung, die alten Kerbhölzer zu beseitigen, während das Parlament sich vertagte. Anstatt das Holz dem Parlamentspersonal als Brennmaterial zu überlassen, entschied er sich dazu, die Kerbhölzer in den beiden Heizöfen des Oberhauses zu verfeuern, die sich direkt unter den Kammern der Abgeordneten befanden. Die Öfen waren für die Verbrennung von Kohle – große Hitze bei geringer Flamme – und nicht für Holz, das mit großer Flamme brennt, konzipiert worden. Die Schornsteine der Öfen verliefen an den Wänden des Kellers, in dem sie untergebracht waren, unter dem Boden des House of Lords, dann durch die Wände nach oben und nach draußen.

## Der Brand
Weobley beauftragte die beiden irischen Arbeiter Joshua Cross und Patrick Furlong die Kerbhölzer zu vernichten. Die beiden Männer begannen bei Tagesanbruch und arbeiteten den ganzen Tag über, wobei sie von Weobley kontrolliert wurden. Weobley behauptete später dass beide Ofentüren offen standen, und die Holzstapel in beiden Öfen nie höher als zehn Zentimeter waren. Ein weiterer Zeuge der Ereignisse, Richard Reynolds, berichtete später, dass er gesehen hatte, wie Cross und Furlong haufenweise Holz ins Feuer warfen – eine Anschuldigung, die beide bestritten. Weder Cross noch Furlong war bewusst, dass die Hitze der Feuer die Kupferauskleidung der Abzüge geschmolzen und einen Kaminbrand ausgelöst hatte. Durch den starken Luftzug der durch die offenen Ofentüren entstand, wurde mehr Sauerstoff in die Öfen gezogen, was das Feuer heftiger brennen ließ, wodurch die Flammen weiter in die Abzüge erreichten. Die Abzugsrohre waren im Laufe der Zeit dadurch geschwächt worden, dass die Kinderschornsteinfeger Trittlöcher in sie geschnitten hatten. Obwohl diese Einstiche nach Beendigung der Reinigungsarbeiten repariert wurden, war die Bausubstanz des Rauchfangs durch diese Aktion geschwächt. Im Oktober 1834 waren die Kamine noch nicht gereinigt worden, so dass sich im Inneren eine beträchtliche Menge Schlacke angesammelt hatte.
Am Nachmittag gegen 16:00 Uhr konnte die Hauswirtschafterin Jane Wright, die zwei Touristen (John Snell und John Shuter) durch das Gebäude führte einen starker Brandgeruch im House of Lords wahrnehmen. Sie erklärte den beiden Touristen das unter ihnen Arbeiter zu Gange wären. Als sie kurz darauf die Royal Gallery betraten, war der Raum voll dichtem Rauch. Als einer der beiden Männer Mrs. Wright darauf aufmerksam machte, dass man die Hitze vom Boden durch ihre Stiefel spüre, erwiderte sie, dass im Keller unter ihnen Männer Kerbhölzer verbrennen würden. Zur gleichen Zeit beendeten Cross und Furlong ihre Arbeit und gingen in die nahegelegene Gaststätte "Star and Garter".
Kurz nach 17:00 Uhr entzündeten Hitze und Funken aus einem der Abzüge das Gebälk darüber. Kurz nach 18:00 Uhr kehrte Mrs. Mullencamp (die Frau einer der Doorkeeper) von einer Besorgung zurück. Als sie durch das Gebäude ging, sah sie in der Dunkelheit ein flackerndes Licht unter der Nordtür der Lords Chamber, durch die die Unterhausabgeordneten zur Eröffnung des Parlaments eintraten. Als Mrs. Wright ihre Schreie in ihrer Wohnung hörte, griff sie nach ihren Schlüsseln und rannte – in Erinnerung an die früheren Gelegenheiten, bei denen die Matten zu schwelen begonnen hatten – zunächst zur Tür an der Balustrade der Kammer und dann zur Tür gegenüber dem Thron. Als sie diese öffnete, sah sie, dass der ganze Raum bereits in Flammen stand. Etwa zur gleichen Zeit bemerkte Weabley, der gerade nach Hause gehen wollte, dass etwas nicht stimmte, als er sah, dass aus einem Schornstein Flammen loderten. Weabley lief in das Gebäude zurück, um sich ein genaues Bild der Lage zu verschaffen. Als er die Wandelhalle zum House of Lords erreichte, konnte er trotz Dunkelheit das Leuchten des Feuers unter der Eingangstür erkennen. Als er sich umdrehte und Mr. Moyes und Mrs. Wright um die Ecke kommen sah, rief er: "Oh Gott! Es brennt alles! In Panik versuchten sie, das Feuer zu bekämpfen, wussten aber nicht, was sie tun sollten. Schließlich konnte sich Weobley beruhigen und befahl einem seiner Mitarbeiter, um das Gebäude herumzulaufen, um die im Unterhaus Anwesenden zu warnen.

Um 18:30 Uhr kam es zu einem Flashover  einer riesigen Feuerkugel, die laut The Manchester Guardian "in der Mitte des Oberhauses hervorbrach, … und mit solcher Wucht brannte, dass in weniger als einer halben Stunde alles nur noch … eine einzige Feuersbrunst war." Die Explosion und das daraus resultierende brennende Dach erleuchteten den Horizont und konnten sogar von der Royal Family auf Schloss Windsor, 32 km entfernt, gesehen werden. Durch die Flammen alarmiert, kam Hilfe von der nahgelegenen Gemeindefeuerwehr da aber nur zwei handbetriebene Löschfahrzeuge zur Verfügung standen, waren sie nur von begrenztem Nutzen Um 18:45 Uhr wurden sie von 100 Soldaten der Grenadier Guards unterstützt. Ein Teil von ihnen unterstützte die Polizei dabei die wachsende Menschenmenge von den Feuerwehrleuten fernzuhalten; während der Rest beim Bedienen der Handpumpen halfen.

Das London Fire Engine Establishment (LFEE) – eine von mehreren Versicherungsgesellschaften betriebener Löschtrupp in Ermangelung einer öffentlichen Feuerwehr – wurde gegen 19:00 Uhr alarmiert, zu diesem Zeitpunkt hatte sich das Feuer bereits vom Oberhaus ausgebreitet. Einige der Feuerwehrleute verlegten ihre Schläuche bis zur Themse. Da der Fluss bei Niedrigwasser stand, war die Wasserversorgung auf der Flussseite des Gebäudes mangelhaft. Als Braidwood und seine Männer am Ort des Geschehens eintrafen, war das Oberhaus bereits zerstört. Ein starker südwestlicher Wind hatte die Flammen entlang der holzvertäfelten und engen Korridore in die  St.-Stephen’s Chapel getragen. Kurz darauf stürzte das Dach der Kapelle ein; der darauffolgende Lärm war so laut, dass die Zuschauermenge dachte, es habe eine Explosion im Stil der Pulververschwörung gegeben. Braidwood erkannte, dass der größte Teil des Palastes verloren war, und beschloss daher, sich auf die Rettung der Westminster Hall zu konzentrieren. Dazu ließ er seine Feuerwehrleute den Teil des Daches abtragen, der die Halle mit dem bereits brennenden Speaker's House verband, und benetzten anschließend das Dach der Halle, um ein Übergreifen der Flammen zu verhindern. Auf diese Weise rettete er zwar die mittelalterliche Struktur aber auf Kosten der bereits in Flammen stehenden Teile des Gebäudes.

Der Feuerschein und die sich in London schnell verbreitende Nachricht sorgten dafür, dass die Masse an Schaulustigen ständig wuchs, um das Spektakel zu beobachten. Die Menschenmenge auf der Westminster Bridge war so groß, dass sie die Zufahrt blockierten, viele suchten sich Boote auf dem Fluss, um von dort das Geschehen besser beobachten zu können. Tausende versammelten sich auf dem Parliament Square, darunter auch der Premierminister – William Lamb – und viele seiner Kabinettsmitglieder. Um 21:00 Uhr trafen drei Regimenter der Garde am Ort des Geschehens ein. Obwohl die Truppen bei der Zügelung der Menge halfen, war ihr Eintreffen auch eine Reaktion der Behörden auf die Befürchtung eines möglichen Aufstandes, dessen erster Schritt die Zerstörung des Parlaments gewesen sein könnte. Die französische und die belgische Revolution sowie der Novemberaufstand in Polen waren immer noch präsent. Ebenso wie die Unruhen im Zusammenhang mit den Maschinenstürmern und die kurz zuvor erfolgte Verabschiedung des Poor Law Amendment Act 1834, mit dem die Unterstützung durch das Arbeitshaussystem geändert wurde. 

Gegen 01:30 Uhr war die Flut so weit angestiegen, dass das Löschboot der LFEE vor Ort eintraf. Braidwood hatte das Boot fünf Stunden zuvor angefordert, aber die Ebbe hatte die Fahrt von seinem Liegeplatz in Rotherhithe flussabwärts behindert. Mit dem Einsatz von der Themse aus, konnte das Feuer, das sich im Speaker's House ausgebreitet hatte, unter Kontrolle gebracht werden. Um 01:45 Uhr war Braidwood der Ansicht, dass die Westminster Hall vor der Zerstörung sicher war, was zum Teil auf die Maßnahmen des Löschbootes zurückzuführen war, aber auch darauf, dass der Wind sich gedreht hatte, und die Flammen von der Hall fernhielt. Als die Menge erkannte, dass die Hall in Sicherheit war, begann sie sich aufzulösen und war gegen 03:00 Uhr verschwunden. Zu diesem Zeitpunkt war das Feuer in der Nähe der Hall fast erloschen, nur im südlichen Teil des Komplexes brannte es weiter. Die Feuerwehrleute blieben bis etwa 05:00 Uhr morgens vor Ort, bis sie die letzten Flammen gelöscht hatten.

## Schäden

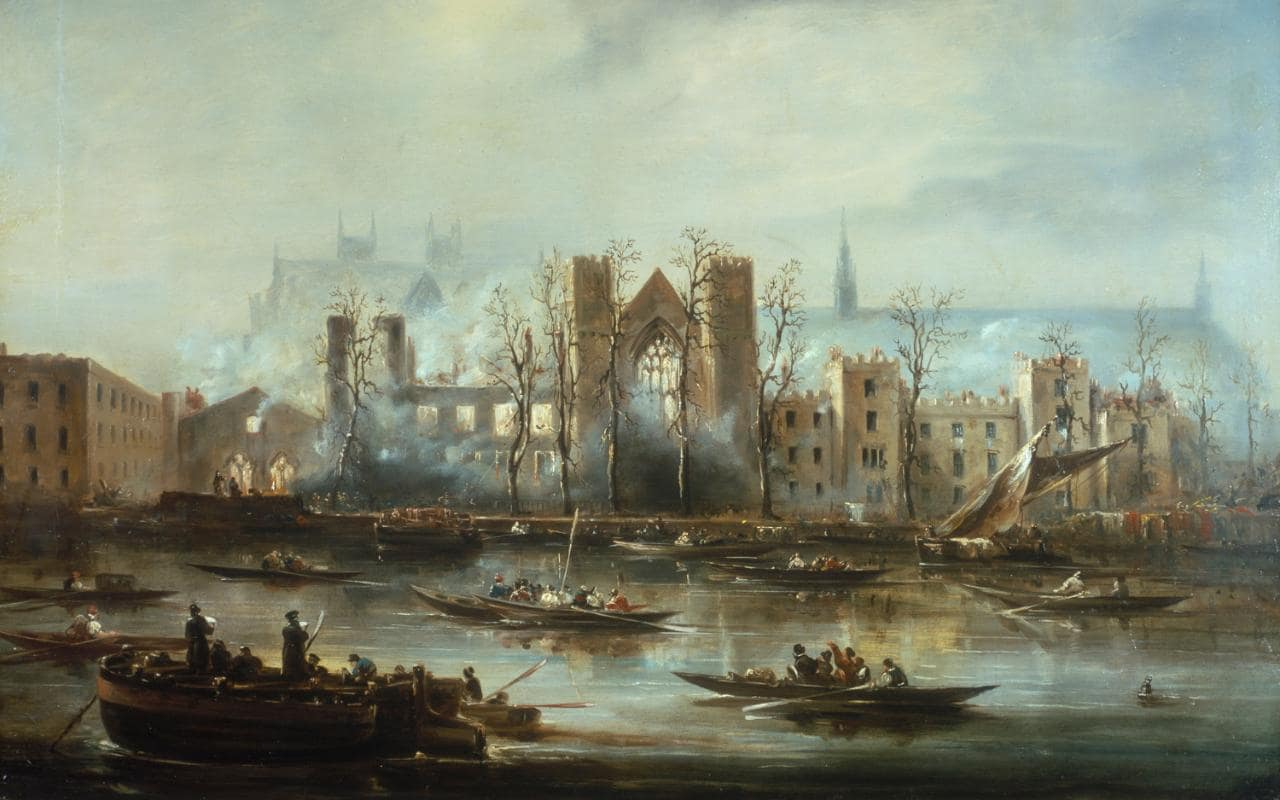
Palace of Westminster nach dem Brand

Das Oberhaus sowie seine Roben- und Ausschussräume wurden vollständig zerstört, ebenso wie die Painted Chamber und der verbindende Teil der Royal Gallery. Das Unterhaus samt seiner Bibliothek und Ausschussräume, die offizielle Residenz des Clerk of the House und das Speaker's House erlitten ebenfalls Schäden. Die Gebäude innerhalb des Komplexes, die relativ unbeschädigt blieben, waren die Westminster Hall, die Kreuzgänge und das Untergeschoss von St. Stephens, der Jewel Tower sowie Soanes Neubauten im Süden. Die britischen Etalons für Yard und Pfund gingen in den Flammen verloren; beide waren 1496 geschaffen worden. Auch die meisten Verfahrensunterlagen des Unterhauses, die bis ins späte 15. Jahrhundert zurückreichten, wurden vernichtet. Die ursprünglichen Acts of Parliament von 1497 sowie die Protokolle des Oberhauses (House of Lords Journal) blieben verschont, da sie im Jewel Tower gelagert waren. Trotz der Größe und Heftigkeit des Feuers gab es keine Todesopfer, lediglich neun Menschen wurden verletzt.

## Nachwirkungen
Am Tag nach dem Brand gab das Office of Woods and Forests einen Bericht über die Schäden heraus, in dem es hieß, dass "die strengste Untersuchung über die Ursache dieses Unglücks im Gange sei, aber es nicht den geringsten Grund gebe, anzunehmen, dass es durch andere als zufällige Ursachen entstanden sei. Die Times berichtete über einige der möglichen Brandursachen, wies aber darauf hin, dass wahrscheinlich die Verbrennung der Kerbhölzer schuld sei. Am selben Tag kam in London das Kabinett zu einer Dringlichkeitssitzung zusammen und am 22. Oktober trat ein Ausschuss des Privy Council zusammen, um den Brand zu untersuchen.
Die Kommission, die unter Ausschluss der Öffentlichkeit stattfand, hörte zahlreiche Theorien zu den Brandursachen, darunter die Nachlässigkeit von Handwerkern, die Unachtsamkeit der Bediensteten oder eine Gasexplosion. Andere Gerüchte begannen zu kursieren; der Premierminister erhielt einen anonymen Brief, in dem behauptet wurde, dass es sich um Brandstiftung gehandelt habe. Am 8. November wurde der Report of the Lords of the Council respecting the Destruction by Fire of the Two Houses of Parliament zusammen mit ausführlichen Protokollen veröffentlicht. Darin wurde festgestellt, dass die Verbrennung der Kerbhölzer für das Feuer verantwortlich war. Der Bericht hielt weiterhin fest, dass es bedauerlich war, dass Weobley die Verbrennung nicht besser beaufsichtigt hatte und dass Cross und Furlong sich nicht der Böswilligkeit, sondern grober Fahrlässigkeit, schuldig gemacht hatten. Der Privy Council kam zu dem Schluss, dass "das Feuer ein Unfall war und vollständig auf Unachtsamkeit und Fahrlässigkeit zurückzuführen war. Es wurde niemand bestraft.
König Wilhelm IV. bot den Buckingham-Palast als Ersatz für das Parlament an, was von den Abgeordneten jedoch dankend abgelehnt wurde. Das Parlament brauchte jedoch weiterhin einen Ort, um sich zu treffen, sodass die Lesser Hall und die Painted Chamber für die Eröffnung des Parlaments am 23. Februar 1835 für das Unterhaus bzw. das Oberhaus wieder eingerichtet und möbliert. 1836 wurde die Royal Commission on Public Records gegründet, um den Verlust der parlamentarischen Aufzeichnungen zu untersuchen und Empfehlungen für die Erhaltung künftiger Archive abzugeben. Ihre 1837 veröffentlichten Empfehlungen führten zum Public Record Act (1838), mit dem das Public Record Office eingerichtet wurde, das seinen Sitz zunächst in der Chancery Lane hatte. Das Feuer wurde zum "am meisten dargestellten Ereignis im London des neunzehnten Jahrhunderts … und wurde von einer Vielzahl von Graveuren, Aquarellisten und Malern abgebildet, darunter  Wiliam Turner, und John Constable, der das Feuer aus einer Droschke auf der Westminster Bridge skizzierte. Die Zerstörung der Etalons führte zu einer Überarbeitung des britischen Systems der Maße und Gewichte. Eine Untersuchung, von 1838 bis 1841, prüfte die beiden konkurrierenden Systeme, die im Land verwendet wurden, das Avoirdupois- und das Troy-Maß, und beschloss, dass nur noch das Avoirdupois-Maß verwendet werden sollte. Die zerstörten Gewichte und Maße wurden von dem Instrumentenbauer William Simms, neu gegossen.